# جيف ويب (مهندس)
جيف ويب (بالإنجليزية: Geoff Webb)‏ هو مهندس وأستاذ جامعي وعالم حاسوب وباحث أسترالي، ولد في 1960 في ملبورن في أستراليا.

## وصلات خارجية
- الموقع الرسمي